# Samuel Chase
Pour les articles homonymes, voir Chase.
Samuel Chase (17 avril 1741 - 19 juin 1811) est un juge associé à la Cour suprême des États-Unis et l'un des premiers signataires de la Déclaration d'indépendance des États-Unis en tant que représentant du Maryland.

## Biographie

### Jeunesse et début de carrière
Samuel nait dans le Maryland le 17 avril 1741, seul fils du révérend Thomas Chase (v.1703-1779) et de Matilda Walker. Son père était un ecclésiastique ayant immigré dans le comté de Somerset (Maryland). Samuel reçoit une éducation à son domicile. Il a dix-huit ans lorsqu’il part à Annapolis pour étudier le droit sous la direction de l'avocat John Hall. Il est admis à exercer son métier en 1761 et commence à pratiquer sa fonction dans cette même ville.

### Famille et vie personnelle
En mai 1762, Chase épouse Ann Baldwin, la fille de Thomas et Agnès Baldwin. Samuel et Anne auront trois fils et quatre filles, dont seulement quatre survivront jusqu'à l'âge adulte.
En 1784, Chase voyage en Angleterre pour traiter avec la valeur de la Banque d'Angleterre du Maryland, où il rencontre Hannah Kitty, un médecin du Berkshire. Ils se marient la même année et ont deux filles.

### Carrière à Annapolis
En 1762, Chase est expulsé du Forensic Club, une société de débat d'Annapolis, pour avoir été « extrêmement irrégulier et indécent » dans son comportement. C'est la première des controverses qui entourent sa vie. En 1764, Chase est élu à l'Assemblée générale du Maryland où il sert pendant vingt ans.
En 1766, il est entraîné dans un conflit verbal avec certains membres loyalistes du Maryland. Dans une lettre ouverte datée du 18 juillet 1766, Chase attaque Walter Dulany, George Steaurt (1700-1784), John Brice (1705-1766) et d'autres. Cette lettre est publiée dans la Maryland Gazette du 19 juillet.
En 1769, il commence la construction d'un hôtel particulier, aujourd'hui connu sous le nom de Chase-Lloyd House, qu'il vend, inachevé, en 1771. La maison est aujourd'hui un National Historic Landmark.
Il fonde, avec son ami William Paca, les Fils de la Liberté du Comté d'Anne Arundel, pour s'opposer principalement au Stamp Act de 1765.

### Congrès continental
De 1774 à 1776, il est membre de la Convention d'Annapolis. Il représente le Maryland au Congrès continental, où il est réélu en 1775. Il signe la Déclaration d'indépendance des États-Unis le 4 juillet 1776.
Il reste au Congrès continental jusqu'en 1778. La participation de Chase dans une tentative de monopoliser le marché de la farine, utilisant des informations gagnées par sa position au Congrès, aboutit à son expulsion du Congrès continental et endommage sa réputation.

## Carrière judiciaire
En 1786, Chase part à Baltimore où il s'installe pour le restant de sa vie. En 1788, il est nommé Chief Justice à la Cour criminelle à Baltimore et sert jusqu'en 1796. En 1791, il devient Chief Justice de la Cour générale du Maryland, et y sert de nouveau jusqu'en 1796.
Le 26 janvier 1796, le président George Washington nomme Samuel Chase comme associé de justice à la Cour suprême des États-Unis. Après les élections de 1800, le nouveau président Thomas Jefferson et les républicains démocrates cherchent à affaiblir l'influence fédéraliste sur les tribunaux fédéraux. Les actes de Chase sont accusés de partialité et Jefferson estime que Chase devrait être démis de ses fonctions. La Chambre des représentants met Chase en accusation en invoquant le prétendu parti pris politique de Chase. Mais le Sénat vote en faveur de son acquittement de tous les chefs d'accusation et celui-ci continue à siéger à la Cour suprême jusqu'à sa mort le 19 juin 1811. Certains historiens affirmèrent que l'acquittement de Chase créa un précédent important en matière d'indépendance du pouvoir judiciaire fédéral.